# Emil Lindskov Knudsen
Emil Lindskov Knudsen (2. februar 1919 – 3. maj 1945 i Esbjerg) var en dansk frihedskæmper.
Emil Lindskov Knudsen var arbejdsmand på Esbjerg Eksportflødefabrik og aktiv i modstandsbevægelsen i Esbjerg. Han blev dræbt den 3. maj 1945, umiddelbart inden Befrielsen. Formentlig under en våbentransport blev han på hjørnet af Gormsgade og Stormgade råbt an af det tyske feltgendarmeri, og da han ikke standsede, blev han skudt ned og dræbt.
Der er opsat en mindeplade på huset Stormgade 87 til minde om Emil Lindskov Knudsen.